# Condat-sur-Ganaveix
 Condat-sur-Ganaveix  là một xã thuộc tỉnh Corrèze trong vùng Nouvelle-Aquitaine miền trung Pháp.